# Gare de Louhela
La Gare de Louhela (en finnois : Louhelan rautatieasema, en suédois : Klippsta järnvägsstation) est une gare ferroviaire située à Vantaa en Finlande.

## Description
La gare de Louhela est à environ 13 kilomètres de la gare centrale d'Helsinki. 
Les trains I et P  qui vont de Helsinki à Vantaankoski s'arrêtent dans cette gare.

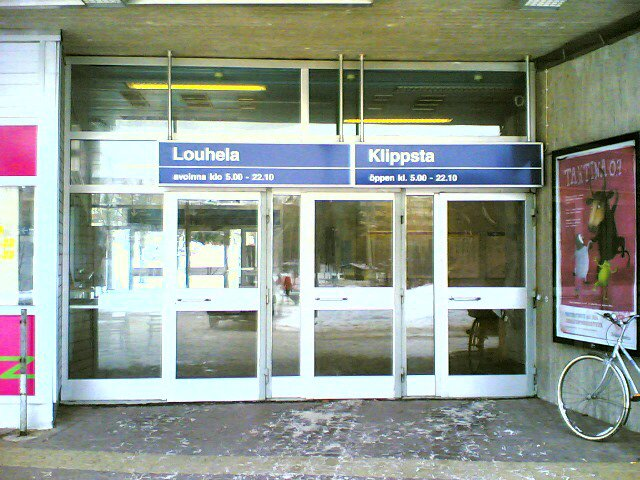
Entrée de la gare.